# Motoscalata del Kilimangiaro
La prima motoscalata del Kilimangiaro, denominata "First Climbing to Kilimanjaro 5000", è stata effettuata nell'ottobre del 1971 dai fratelli genovesi Luigi e Nicolò Crosa de Vergagni, all'epoca studenti universitari di 23 e 21 anni.
Il raid si proponeva di raggiungere quota 5.000 metri sul monte Kilimangiaro, a bordo di una motocicletta, fissando il record mondiale di altitudine della motoscalata.
Tale progetto fu sottoposto dai fratelli Crosa ai dirigenti della Piaggio che decisero di mettere loro a disposizione due esemplari pre-serie del Gilera 50 Trial, con i quali tentare l'impresa e così sottoponendoli a un'impegnativa prova di collaudo.
Dopo un'esplorazione a piedi per la ricerca del miglior percorso da seguire, durata una settimana, i due fratelli sono partiti in moto dal villaggio di Marangu verso la cima Kibo, raggiungendo la prima tappa a quota 3.200 metri per il previsto campo base.
Il giorno successivo, dopo aver modificato la carburazione dei propulsori, secondo le regolazioni stabilite dai tecnici della casa per quelle altitudini, hanno percorso la seconda parte del raid, giungendo alla quota di 5.180 metri.
La pendenza del terreno e le difficoltà respiratorie determinate dalla rarefazione dell'ossigeno, non consentirono di procedere ulteriormente.